# Histoire de l'Église de Jésus-Christ des saints des derniers jours en France
 (février 2018).
Si vous disposez d'ouvrages ou d'articles de référence ou si vous connaissez des sites web de qualité traitant du thème abordé ici, merci de compléter l'article en donnant les références utiles à sa vérifiabilité et en les liant à la section « Notes et références ».

Vue du Temple de l’Église de Jésus-Christ des saints des derniers jours de Paris

L'Église de Jésus-Christ des Saints des Derniers Jours est présente en France depuis 1843.

## XIXesiècle
L'Église de Jésus-Christ des Saints des Derniers Jours en France débute en Polynésie française. L'Histoire de l'Église de Jésus-Christ des saints des derniers jours en Polynésie française débute en 1843 par la première mission en langue étrangère de l'Église. Elle a existé jusqu'en 1852, date à laquelle il a été fermé en raison des restrictions du gouvernement français, et les missionnaires ont quitté le territoire. En 1892, la mission reprend avec le retour des missionnaires après l'instauration de la tolérance religieuse générale. 
John Taylor, qui devait devenir plus tard[précision nécessaire] le troisième Président de l'Église de Jésus-Christ des saints des derniers jours arrive le 18 juin 1850 au port maritime de Boulogne-sur-Mer sur le vapeur Emerald avec ses deux collègues Curtis Bolton et William Howells. Il est reçu par le maire de Boulogne-sur-Mer, L. Fontaine et obtient l’autorisation de prêcher. 
L'instabilité politique crée des crises fréquentes qui entravent l’œuvre des premiers missionnaires. Lorsqu'en 1852, Napoléon III renverse la Deuxième République, John Taylor est obligé de quitter la France, non sans avoir supervisé la traduction du Livre de Mormon, pour la première fois en français. Puis en 1899, des missionnaires des missions belgo-hollandaise et germano-suisse viennent évangéliser parmi les Français, les Suisses et les Belges. En 1912, la mission française est officiellement organisée. La Première Guerre mondiale oblige tous les missionnaires à évacuer le territoire, et la mission est fermée le 30 août 1914. Elle ne sera ouverte à nouveau que 5 ans après l'armistice de 1918.

## XXesiècle
En 1936, les missionnaires sont retirés de France au fur et à mesure qu'ils terminent leur mission à cause de la crise économique qui paralyse les États-Unis et les grèves en France. En 1939, à la suite de la déclaration de la guerre, ils reçoivent l'ordre du consulat des États-Unis de rentrer en Amérique. 21 missionnaires se rassemblent à Valence et les autres à Paris. Reste en France Léon Fargier, un détenteur de la prêtrise de Melchisédek pour exercer son sacerdoce. Valence. Paris, Lyon, Grenoble, Saint-Dié, Besançon, Montpellier, Saint-Étienne, Valence, Tarbes, Nîmes et Saint-Florent-sur-Auzonnet sont les villes où des communautés de membres subsistent, mais sont non organisées puisque sans prêtrise. En cette année 1939, la ville de Grenoble compte le plus important nombre de membres de l'Église en France. Dans toutes les villes, seule l'organisation de la Société de secours subsiste sous la direction de Léon Fargier comme dirigeant de prêtrise. Pendant toute la période de la Seconde Guerre mondiale, il leur rend visite tous les deux mois et, pour cela, doit souvent franchir la ligne de démarcation entre la zone dite libre et la zone occupée par les Allemands.
Son activité attire l’attention de la grande presse. Le 1er juillet 1941, Paris-Soir titre en première page : « M. Fargier, seul pasteur mormon de la zone libre a baptisé ses quinze ouailles dans la piscine municipale de Grenoble. »
Au début de 1945, chaque membre en France reçoit du siège de l'Église un colis de vêtements, de vivres et de vitamines. Chaque colis comporte également l'adresse de Léon Fargier en tant que dirigeant de l'Église. Malheureusement, ces colis sont frappés d'un droit de douane de 30,000 anciens francs chacun. Léon Fargier écrit alors au ministre des finances en lui indiquant la teneur des colis et l'appartenance de leurs destinataires à l'Église de Jésus-Christ de saints des derniers jours. À la suite de cette lettre, les colis sont tous exonérés de frais de douane et distribués aux membres de l'Église.
Après la guerre, en 1946, un nouveau président de mission arrive avec 16 missionnaires qui se répartissent entre les petits groupes de membres existants. Les unités locales sont réorganisées. Léon Fargier devient le président de district pour toute la France jusqu'en 1950. À partir de là, le district de Lyon est réorganisé. 
En 1955, le Chœur du Tabernacle fait une tournée en Europe et se produit au Palais de Chaillot à Paris. À l'époque, il y a, dans tout le pays, environ 1 500 membres de l'Église . 
La construction du premier lieu de culte en France sera terminée à Bordeaux en 1965.

## XXIesiècle
En 2009, la loi de 1905 relative à la séparation des Églises et de l'État prévoyant que le culte soit organisé par le régime juridique des associations cultuelles entre en vigueur pour l'Église mormone en France métropolitaine. Il y aurait alors plus de 34 000 membres et 100 lieux de culte en France.
En 2016, le temple mormon situé au Chesnay sera achevé, dotant ainsi cette communauté d'un important lieu de culte en France.